# Hội đường Do Thái giáo Maisel

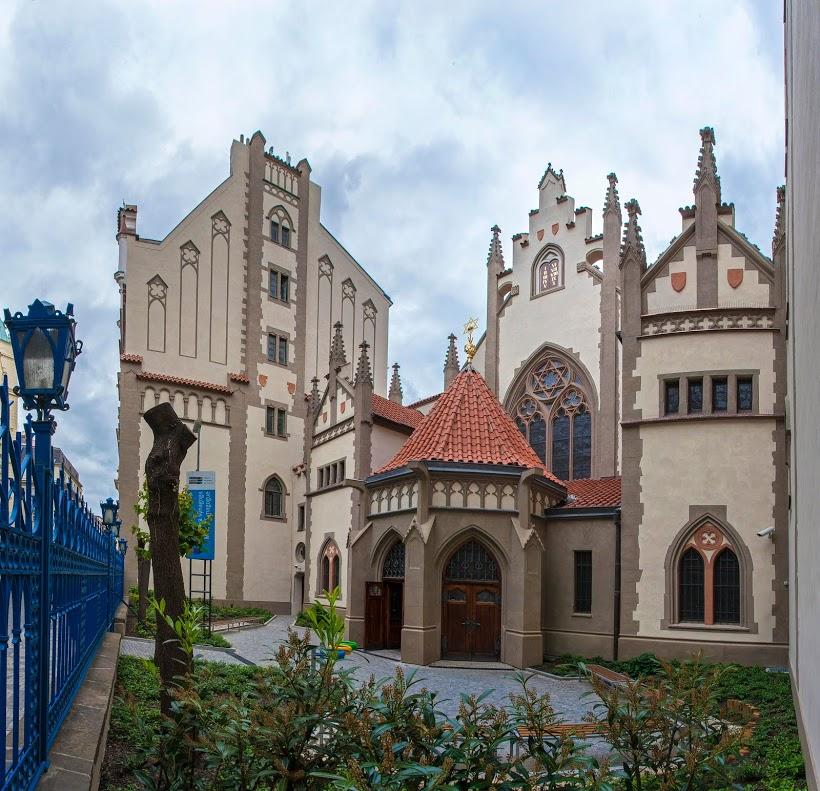
Hội đường Do Thái Maisel

Hội đường Do Thái giáo Maisel (tiếng Séc: Maiselova synagoga) là một trong những di tích lịch sử của khu Do Thái cũ ở Praha, xây dựng vào cuối thế kỷ 16. Kể từ khi xuất hiện, kiến trúc của hội đường đã thay đổi nhiều lần, phong cách kiến trúc hiện tại là Tân Gothic. Ngày nay hội đường Do Thái giáo thuộc Cộng đồng Do Thái ở Praha được Bảo tàng Do Thái tại Praha quản lý như một phần của bảo tàng.

## Lịch sử